# Жизнь великого скупердяя
«Исто́рия жи́зни пройдо́хи по и́мени Дон Па́блос, пример бродяг и зерцало мошенников» (исп. Historia de la vida del Buscón, llamado don Pablos; ejemplo de vagamundos y espejo de tacaños, сокр. название «Исто́рия жи́зни Буско́на» или же «Вели́кий скупердя́й») — плутовской роман испанского писателя Франсиско де Кеведо, изданный в Сарагосе в 1626 году. Точная дата написания неизвестна, предположительно, около 1604 года, однако его редактура продолжалась, вероятно, до 1640-х годов.
Повествование, как и положено по законам жанра, ведётся от первого лица. Роман разделён на две книги.

## Издания
- Кеведо, Ф. История пройдохи по имени дон Паблос / Плутовской роман. Библиотека всемирной литературы № 40. М.: «Художествення литература», 1974.
- всего не меньше 6 изданий на русском языке.